# Leeds Inner Ring Road
Leeds Inner Ring Road är en motorväg i Leeds, Storbritannien. Den går som en ringled runt Leeds centrum på västra och norra sidan och har vägnumren A58(M) (större delen) och A64(M) (en sträcka i öster).